# Crich
Crich – wieś w Anglii, w hrabstwie Derbyshire, w dystrykcie Amber Valley. Leży 18 km na północ od miasta Derby i 198 km na północny zachód od Londynu.